# Più sani e più belli
Più sani e più belli, spesso citato erroneamente come Più sani, più belli, è una trasmissione televisiva condotta da Rosanna Lambertucci, andata in onda per la prima volta su Rai 2 il 21 novembre 1981, e in seguito dall'anno successivo sino al 1997 su Rai 1.

## Storia
La trasmissione ebbe un notevole successo, dando vita ad alcuni speciali televisivi come Più sani e più belli estate, andato in onda nel 1988, 1989 e 1990, Il meglio di più sani e più belli, trasmesso nel 1989 e Più sani e più belli speciale andato in onda nel 1991.
Il programma, scritto ed ideato dalla stessa Lambertucci affrontava temi legati alla salute, all'alimentazione, alla bellezza ed alla cosmesi, tramite l'intervento di alcuni specialisti presenze fisse in studio o semplicemente ospiti del programma. Fra gli altri autori del programma Nadia Turchetti, Anadela Serra Visconti, Annarosa Pretaroli, Gianna Serena Ulloa e Andrea Vianello.
Nelle ultime edizioni del programma la conduttrice fu affiancata dal duo comico Battaglia e Miseferi e le musiche furono affidate a Stefano Palatresi.
Per Rosanna Lambertucci Più sani e più belli diverrà una sorta di "marchio di fabbrica" a cui legherà indissolubilmente il proprio nome. Infatti la conduttrice scrisse diversi saggi legati agli argomenti trattati in trasmissione, con titoli come Più sani e più belli o Più magri e più belli. Inoltre nell'edizione del 2006 di Domenica in ha condotto una rubrica intitolata Più sani più belli, strutturata come un reality show, in cui si seguiva il dimagrimento di cinque pazienti obesi sottoposti a una dieta.

### Colonna sonora
Le musiche della trasmissione erano composte ed eseguite da Mariano Perrella, che dal 1986 al 1995 (tranne nella stagione 1988-1989 dove il responsabile musicale fu Vito Tommaso) è stato il musicista della trasmissione. Sua anche la sigla delle repliche estive Quiero el sombrero, versione strumentale del brano interpretato dal gruppo Pandemonium, in lingua spagnola, su testo di Silvio Subelli e Gianni Mauro. Dal 1986 al 1995 la musica della sigla iniziale della trasmissione è stata una versione strumentale di "Faster Than the Speed of Night" della cantante britannica Bonnie Tyler.

## La rivista
A partire da gennaio 2011 viene pubblicata la rivista Più sani, più belli, un magazine mensile pubblicato per le Edizioni Master.
Il magazine è divenuto successivamente anche magazine quotidiano online, proponendo ai suoi lettori contenuti tematici come diete, ricette e consigli su salute e bellezza 